# Rennertshofen
Rennertshofen est une commune de Bavière (Allemagne), située dans l'arrondissement de Neuburg-Schrobenhausen, dans le district de Haute-Bavière.

## Personnalités liées à la ville
- Johannes Leo von Mergel (1847-1932), évêque né à Rohrbach.